# Fie Østerby
Fie Brandborg Østerby (født 10. maj 1992 i Juelsminde) er en cykelrytter fra Danmark.
Hun begyndte at cykle som 20-årig hos Horsens Amatør Cykleklub. I 2019 underskrev hun sin første professionelle kontrakt, da hun lavede en aftale med spanske Eneicue.

## Privat
Fie Østerby er kæreste med tidligere cykelrytter Bekim Christensen, og de er bosat i spanske Girona.